# Langdon Park (Docklands Light Railway)
Langdon Park è una stazione della Docklands Light Railway (DLR) a Poplar nella Grande Londra. Si trova tra le stazioni di All Saints and Devons Road sulla derivazione Stratford-Lewisham, la cui costruzione iniziò nel novembre 2006, e la stazione venne attivata il 9 dicembre 2007.

## Storia
Dall'avvio dei servizi della Docklands Light Railway, due siti di stazioni vennero salvaguardati per essere utilizzati molto più tardi quando il sistema si fosse sviluppato. Una di queste stazioni era Pudding Mill Lane, aperta nel 1996. L'altra, aveva un nome provvisorio di Carmen Street, che venne poi cambiato in Langdon Park, seguendo il nome della adiacente Langdon Park School e del parco in cui si trova.